# Valledupar
Valledupar est une ville et une municipalité dans le nord-est de la Colombie ; c'est la capitale du département de Cesar. Elle fait partie de l'aire métropolitaine de Valledupar créée en 2005. Valledupar fut fondée en 1550 par le conquérant espagnol Hernando de Santana. Son nom Valle de Upar (vallée d'Upar) a été établi en l'honneur d'un cacique amérindien, Cacique Upar, qui a gouverné la vallée. Elle est située entre les montagnes de la Sierra Nevada de Santa Marta et Serranía de Perijá à la marge de la rivière Guatapurí et de la rivière Cesar.
Valledupar est un centre agricole et agroindustriel et un centre d'élevage de bétail important pour la région entre les départements de Cesar et les municipalités de La Guajira, anciennement appelées Provincia de Padilla. Valledupar est surtout connue pour être le berceau de la musique vallenato, qui est représentative de la culture colombienne, et pour avoir une des prisons à sécurité maximale la plus moderne de Colombie.
La ville est un fief de grands propriétaires terriens et a longtemps été contrôlée par les groupes paramilitaires. Entre les années 1980 et le début des années 2000, la ville a été fortement affectée par la guerre civile colombienne avec des kidnappings massifs, des déportations forcées et un problème endémique d'impunité reflété surtout par des crimes contre les journalistes.

## Relations internationales

### Jumelage
La ville de Valledupar est jumelée avec les villes suivantes :
- Monterrey, Mexique[6] ;
- Riohacha, Colombie ;
- Tunja, Colombie ;
- Agustín Codazzi, Colombie ;
- Rio de Janeiro, Brésil ;
- Vancouver, Canada.

## Personnalités liées à la municipalité
- Kaleth Morales, chanteur et compositeur.